# Connor Metcalfe
Connor Metcalfe (właśc. Connor Isaac Metcalfe; ur. 5 listopada 1999 w Newcastle) – australijski piłkarz, występujący na pozycji pomocnika w niemieckim klubie FC St. Pauli oraz w reprezentacji Australii. Uczestnik Igrzysk Olimpijskich 2020 oraz Pucharu Azji 2023.

## Statystyki

### Klubowe
Na podstawie:
| Klub              | Sezonów | Liga                  | Liga  | Liga   | Puchar krajowy | Puchar krajowy | Kontynentalne | Kontynentalne | Suma  | Suma   |
| Klub              | Sezonów | Liga                  | Mecze | Bramki | Mecze          | Bramki         | Mecze         | Bramki        | Mecze | Bramki |
| ----------------- | ------- | --------------------- | ----- | ------ | -------------- | -------------- | ------------- | ------------- | ----- | ------ |
| Melbourne City FC | 5       | A-League              | 74    | 9      | 4              | 0              | 4             | 0             | 82    | 9      |
| FC St. Pauli      | 2       | 2. Fußball-Bundesliga | 47    | 5      | 4              | 0              | –             | –             | 51    | 5      |
|                   | Łącznie | Łącznie               | 121   | 14     | 8              | 0              | 4             | 0             | 133   | 14     |

### Reprezentacyjne
Na podstawie:
| Występy i gole w reprezentacji | Występy i gole w reprezentacji | Występy i gole w reprezentacji | Występy i gole w reprezentacji | Występy i gole w reprezentacji | Występy i gole w reprezentacji | Występy i gole w reprezentacji | Występy i gole w reprezentacji |
| Lp.                            | Data                           | Miasto                         | Przeciwnik                     | Wynik                          | Gole                           | Inne                           | Rozgrywki                      |
| ------------------------------ | ------------------------------ | ------------------------------ | ------------------------------ | ------------------------------ | ------------------------------ | ------------------------------ | ------------------------------ |
| 1.                             | 07.09.2021                     | Al-Ardija                      | Chińskie Tajpej                | 5:1 (3:0)                      |                                |                                | Eliminacje MŚ 2022             |
| 2.                             | 11.06.2021                     | Katmandu                       | Nepal                          | 3:0 (2:0)                      |                                |                                | Eliminacje MŚ 2022             |
| 3.                             | 24.03.2022                     | Sydney                         | Japonia                        | 0:2 (0:0)                      |                                | 15'                            | Eliminacje MŚ 2022             |
| 4.                             | 22.09.2022                     | Sydney                         | Nowa Zelandia                  | 1:0 (1:0)                      |                                |                                | mecz towarzyski                |
| 5.                             | 25.09.2022                     | Auckland                       | Nowa Zelandia                  | 2:0 (0:0)                      |                                | asysta                         | mecz towarzyski                |
| 6.                             | 24.03.2023                     | Sydney                         | Ekwador                        | 3:1 (2:1)                      |                                |                                | mecz towarzyski                |
| 7.                             | 28.03.2023                     | Melbourne                      | Ekwador                        | 1:2 (1:0)                      |                                |                                | mecz towarzyski                |
| 8.                             | 15.06.2023                     | Pekin                          | Argentyna                      | 0:2 (0:1)                      |                                |                                | mecz towarzyski                |
| 9.                             | 10.09.2023                     | Arlington                      | Meksyk                         | 2:2 (0:1)                      |                                | 46'                            | mecz towarzyski                |
| 10.                            | 13.10.2023                     | Londyn                         | Anglia                         | 0:1 (0:0)                      |                                |                                | mecz towarzyski                |
| 11.                            | 17.10.2023                     | Brentford                      | Nowa Zelandia                  | 2:0 (1:0)                      |                                |                                | mecz towarzyski                |
| 12.                            | 16.11.2023                     | Melbourne                      | Bangladesz                     | 7:0 (4:0)                      |                                | 2 asysty                       | Eliminacje MŚ 2026             |
| 13.                            | 21.11.2023                     | Al-Ardija                      | Palestyna                      | 1:0 (1:0)                      |                                |                                | Eliminacje MŚ 2026             |

## Sukcesy
Na podstawie:

### Klubowe
Z Melbourne City FC:
- Mistrz Australii 2020/21, 2021/22